# Achrus caligonicolus
Achrus caligonicolus är en insektsart som beskrevs av Dlabola 1981. Achrus caligonicolus ingår i släktet Achrus och familjen dvärgstritar. Inga underarter finns listade i Catalogue of Life.